# Villa della Grotta di San Giovanni
Villa della Grotta di San Giovanni (o Villa degli Spiriti) è una delle ville storiche di Napoli locate nel quartiere di Posillipo.
La struttura, è una delle più belle e suggestive della zona; domina il verde del promontorio perforato dalla grande grotta di San Giovanni, una delle cavità del sottosuolo di Napoli: lunga ben ottantasei metri per dodici di lunghezza.
La villa apparteneva, anch'essa, alle proprietà della marchesa di Salza che nel 1863 ne fece dono al marchese de Gibot; costui, un membro della famiglia dei d'Angiò di Francia, la acquistò per la sua giovane innamorata ammalata di tisi. Il nobile fece di tutto per curarla e per adempiere pienamente a tale scopo, decise di farla trasferire a Napoli, dove avrebbe trovato un clima adatto e scenari di pregevole bellezza per alleviare le sue sofferenze.
Il fabbricato, subito dopo l'acquisto venne trasformato in una confortevole residenza circondata da piante e con un viale d'accesso; ma, nonostante tutto, la sua amata morì nel 1867 e il marchese andò in sposo alla sorella di lei, Mari-Jane. Alla moglie, in seguito, rimasero tutte le proprietà che ben presto mise in vendita, tra queste, vi era anche la villa in questione che rimase invenduta per circa cinquant'anni: per via del prezzo richiesto troppo elevato. Per scoraggiare eventuali acquirenti pare che siano state divulgate anche voci sulla presenza di spiriti nella struttura, da qui appunto la sua seconda denominazione Villa degli Spiriti.
Oggi, la villa è in ottimo stato conservativo e si presenta in maniera molto elegante, essendo dotato di rigogliosi giardini, di affreschi e quant'altro.